# ماريو لوكا
ماريو لوكا (بالإسبانية: Mario Lucca)‏ هو لاعب كرة قدم أرجنتيني في مركز الدفاع، ولد في 6 أغسطس 1961 في سان ميغيل دي توكومان في الأرجنتين. شارك مع منتخب الأرجنتين لكرة القدم. أما مع النوادي، فقد لعب مع أتليتيكو توكومان وفيليز سارسفيلد ولاسيرينا ونويفا شيكاجو ويونيون إسبانيولا.

## وصلات خارجية
- ماريو لوكا على موقع قاعدة بيانات كرة القدم.إي يو (الإنجليزية)
- ماريو لوكا على موقع ناشيونال فوتبول تيمز (الإنجليزية)
- ماريو لوكا على موقع أوليمبيديا (الإنجليزية)